# Brandon Micheal Hall
Brandon Micheal Hall, né le 3 février 1993 à Anderson, est un acteur américain, notamment connu pour ses rôles dans les séries télévisées The Mayor et God Friended Me.

## Filmographie

### Films
- 2016 : The Times, court métrage écrit et réalisé par Matthew Charof : Daniel
- 2017 : Cecile on the Phone, court métrage co-écrit et réalisé par Annabelle Dexter-Jones[1] : Donald

- 2018 : Monster Party, film d'horreur écrit et réalisé par Chris von Hoffmann[2],[3],[4] : Dodge
- 2018 :  Lez Bomb, drame écrit et réalisé par Jenna Laurenzo[5] : Austin
- 2019 : Always a Bridesmaid, comédie romantique réalisé par Trey Haley et écrit par Yvette Nicole Brown : Kenny

Prochainement
- The Airport Run, écrit et réalisé par Eliana Ujueta : Elijah

### Séries télévisées
- 2022 : Chloé